# Nagy bakszakáll
A nagy bakszakáll (Tragopogon dubius) a fészkesvirágzatúak (Asterales) rendjébe és az őszirózsafélék (Asteraceae) családjába tartozó faj.

## Előfordulása
A nagy bakszakáll eredeti előfordulási területe a kontinentális Európa, kivéve Norvégiát, Finnországot és az európai Oroszországnak az északi felét, viszont Novaja Zemlján jelen van. Ez a növény még őshonos az afrikai Marokkóban és Ázsia egyes részein, például: az ázsiai Oroszország nyugati felén, Közép-Ázsiában, a Kaukázusban, Törökországban, az Arab-félszigeten, Pakisztánban és a Himalája nyugati felén, illetve a déli határának egy kis részén.
Az ember betelepítette Észak-Amerika legnagyobb részére, még az arktiszi és kelet-kanadai szigetekre is, Dél-Afrikába, a Koreai-félszigetre és az ausztráliai Új-Dél-Wales államba.

## Alfajai
- Tragopogon dubius subsp. desertorum (Lindem.) Tzvelev
- Tragopogon dubius subsp. dubius Scop.
- Tragopogon dubius subsp. major (Jacq.) Vollm.

## Képek

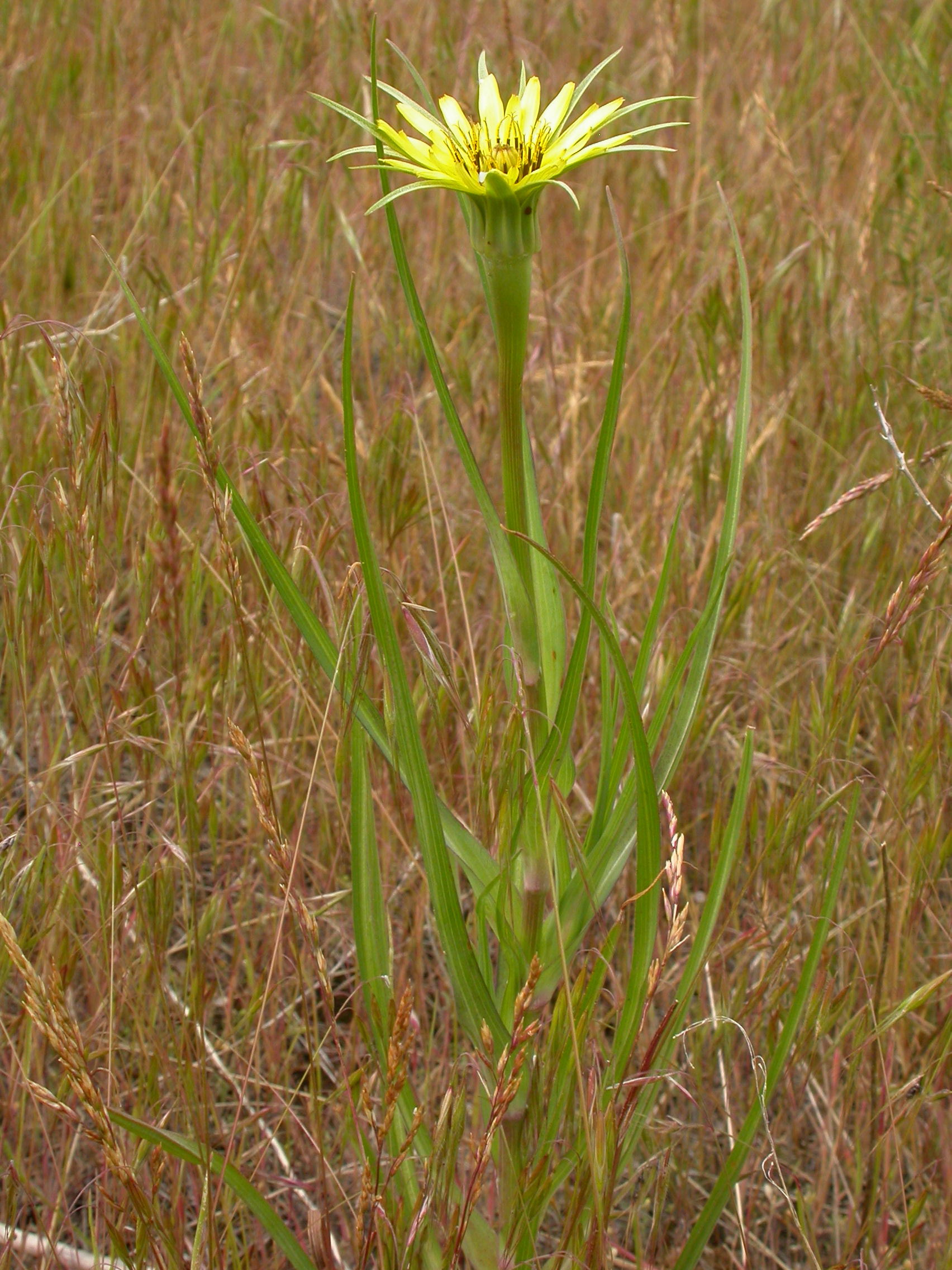
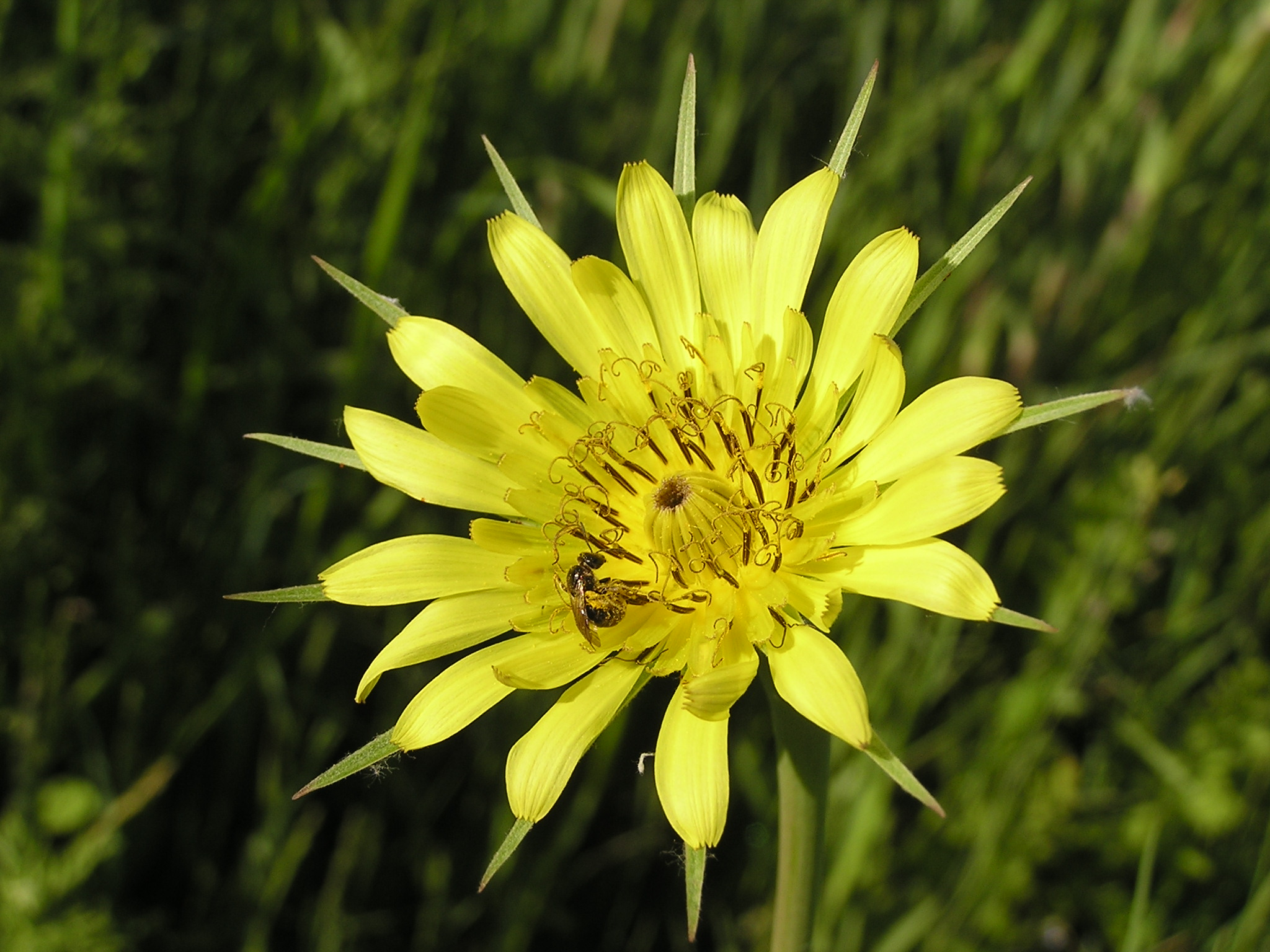
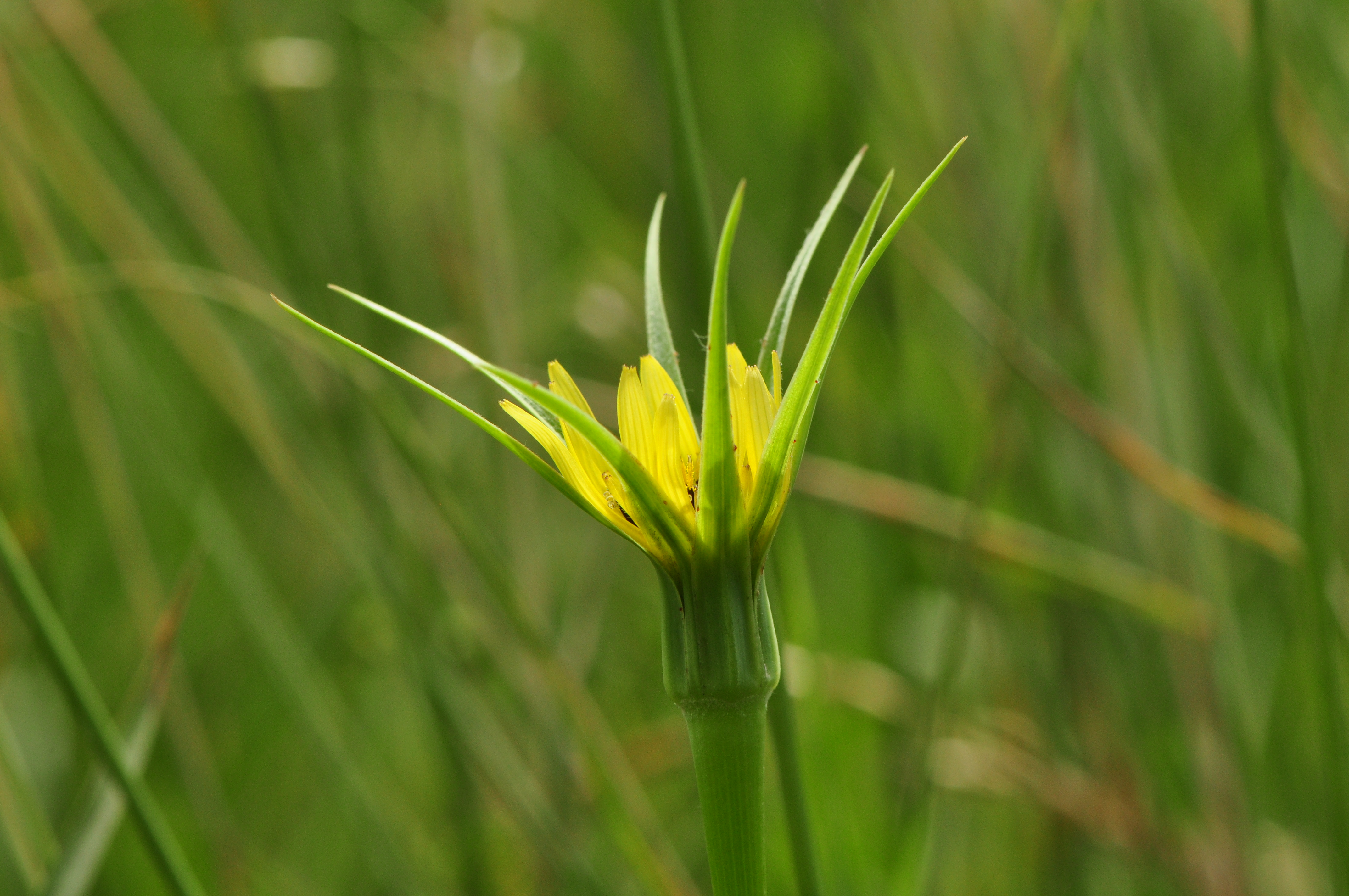
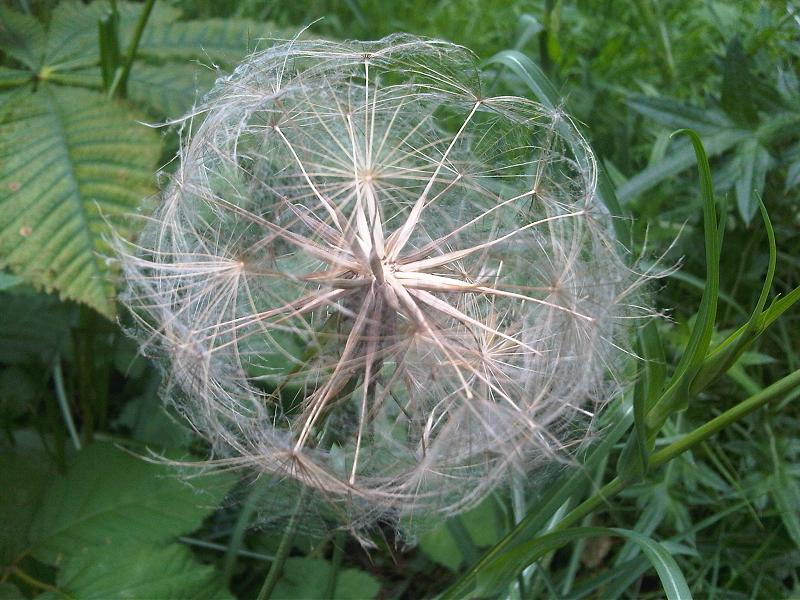
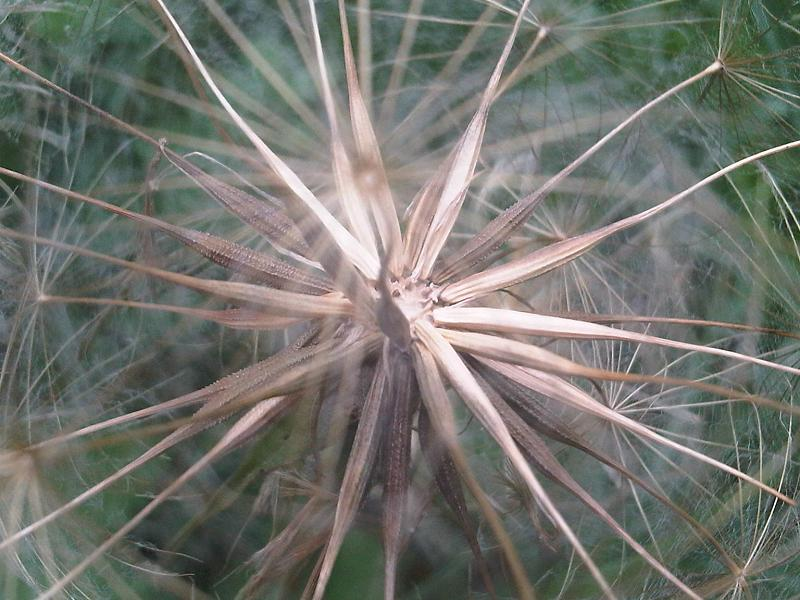

## Megjelenése
Általában egyéves növény, de néha kétéves is lehet. A szára általában 20-60 centiméter magas, de néha 1 méteresre is megnőhet. A sárga virága 4-6 centiméter átmérőjű, nagyon jellegzetes a nyelves leveleknél hosszabb fészekpikkelyek; késő tavasszal és kora nyáron virágzik; kora reggel kinyílik, de délutánra összehúzódik. Termése gyermekláncfűszerű. A repülőszőrös magvai szél által terjednek.